# Frontul al-Nusra
Frontul al-Nusra sau Jabhat al-Nusra (în arabă جبهة النصرة لأهل الشام Jabhat al-Nuṣrah li-Ahli ash-Shām, „Frontul de Sprijin pentru Poporul din Al-Sham”, adesea abreviat JN sau JaN), uneori denumit al-Qaeda în Siria sau al-Qaeda în Levant, este o miliție jihadistă sunită care luptă împotriva forțelor guvernamentale siriene în Războiul Civil Sirian, cu scopul declarat de a înființa un stat islamist în Siria. Grupul este aripa siriană a organizației teroriste Al-Qaeda și operează de asemenea și în Libanul vecin.
Gruparea și-a anunțat înființarea pe 23 ianuarie 2012. În noiembrie 2012, The Washington Post descria al-Nusra drept cea mai de succes facțiune armată a Armatei Siriene Libere (ASL). Zece zile mai târziu, Jabhat al-Nusra a fost desemnată drept organizație teroristă străină de către Statele Unite, urmate de Consiliul de Securitate al Națiunilor Unite, Franța, Australia, Regatul Unit, Canada, Arabia Saudită, Noua Zeelandă, Emiratele Arabe Unite, Rusia și Turcia.
La începutul anului 2015 au existat informații privitoare la faptul că emiratul Qatar și alte state arabe din Golful Persic ar încerca să convingă al-Nusra să se distanțeze de al-Qaeda, promițând un consistent sprijin financiar grupării sunite. Observatori occidentali și un observator sirian au considerat această distanțare improbabilă și, în martie 2015, conducerea al-Nusra a negat că o separare de al-Qaeda sau chiar discuțiile cu Qatarul ar fi avut loc. Alți observatori sirieni au considerat totuși că o distanțare de gruparea teroristă internațională ar fi posibilă sau chiar iminentă.
Începând din 2015, al-Nusra cooperează cu grupuri rebele islamiste și jihadiste, și uneori cu formațiunile aliniate Armatei Siriene Libere, împotriva forțelor guvernamentale siriene.
Pe 29 iulie 2016, liderul al-Nusra Abu Mohammed Al-Julani a anunțat retragerea grupării din al-Qaeda și schimbarea denumirii acesteia în Jabhat Fateh al-Sham (în română Frontul de Cucerire a Siriei/Levantului). Conform lui al-Julani, Frontul al-Nusra „dorește astfel să înlăture pretextul folosit de marile puteri, în special SUA și Rusia, pentru a bombarda pe sirieni”. Comentatorii politici au sugerat însă că intenția reală a grupului era de a fi scos de pe lista organizațiilor teroriste (și implicit de pe lista țintelor bombardamentelor aeriene rusești și americane), de a obține sprijin internațional și, prin schimbarea numelui, de a încerca să-și facă uitată reputația de brutalitate.

## Ideologie
Membrii Frontului al-Nusra Front sunt în special musulmani suniți sirieni. Scopul grupării este răsturnarea guvernului lui Bashar al-Assad și crearea unui emirat islamic guvernat de legile sharia, dar cu un accent pus încă de la început mai degrabă pe lupta contra „inamicului apropiat”, reprezentat de regimul sirian, decât pe jihadul global. 
Membrii sirieni ai grupării susțin că luptă doar împotriva regimului Assad și că nu vor ataca state occidentale. În timp ce politica oficială a Frontului al-Nusra consideră Statele Unite și Israelul drept inamici ai Islamului, iar gruparea avertizează împotriva intervenției occidentale în Siria, liderul al-Nusra Abu Mohammed al-Julani a declarat că „Avem o singură misiune de îndeplinit, lupta împotriva regimului și a agenților săi de pe teren, incluzându-i pe Hezbollah și pe alții”.
La începutul lui 2014, Sami al-Oraydi, un membru de frunte al grupării, a admis că aceasta este influențată de învățăturile lui Abu Musab al-Suri. Strategiile derivate din ideologia lui Abu Musab includ: asigurarea serviciilor de primă necesitate către populație, evitarea înfățișării grupării drept una extremistă, menținerea de relații strânse cu comunitățile locale și alte formațiuni combatante, concentrarea pe lupta împotriva guvernului. Pe 10 iunie 2015, membri ai al-Nusra au ucis cel puțin 20 de civili druzi dintr-un sat după ce unul dintre ei, simpatizant al regimului Assad, s-a opus exproprierii casei lui de către un comandant al-Nusra. Conducerea Frontului al-Nusra a prezentat scuze publice și a susținut că omorul a fost înfăptuit împotriva liniilor de conduită ale grupării.